# Сердечно-сосудистые заболевания

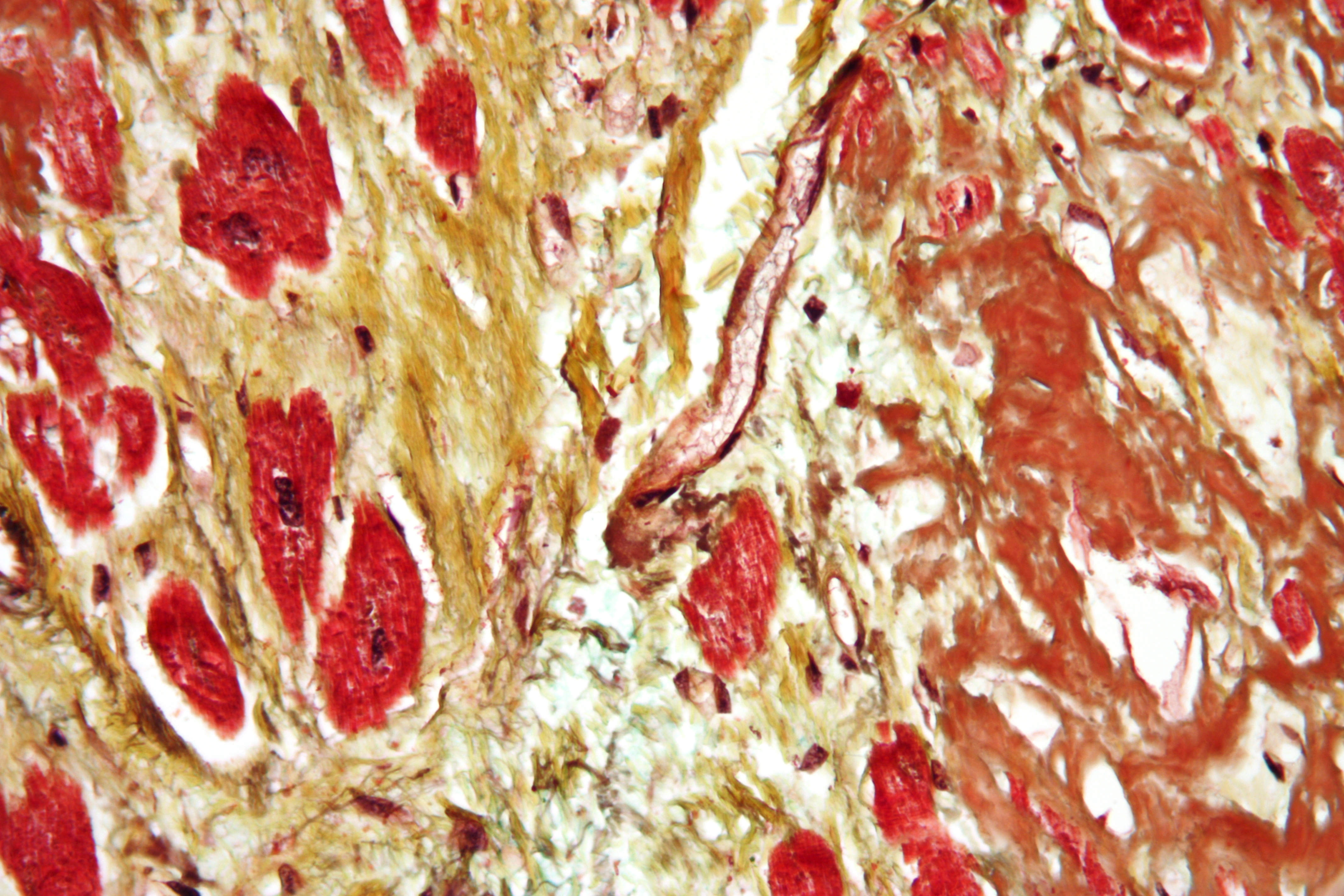
Микроснимок ткани сердца с фиброзом (желтый) и амилоидозом (коричневый). Пятно Мовата.

Серде́чно-сосу́дистые заболева́ния, ССЗ — общее название заболеваний сердца и кровеносных сосудов. В XXI веке именно эти заболевания являются основной причиной смерти и инвалидизации населения во всем мире.

## Эпидемиология
Сердечно-сосудистые заболевания, обусловленные атеросклеротическим поражением магистральных артерий (коронарных, головного мозга), являются основной причиной смерти во всем мире: ни по какой другой причине ежегодно не умирает столько людей, сколько от ССЗ.
По оценкам ВОЗ, в 2016 году от ССЗ умерло 17,9 миллиона человек, что составило 31 % всех случаев смерти в мире. 85 % этих смертей произошло в результате ИМ и инсульта, более 75 % случаев смерти от ССЗ происходят в странах с низким и средним уровнем дохода, почти в равной мере среди мужчин и женщин. Из 17 миллионов случаев смерти от неинфекционных заболеваний в возрасте до 70 лет 82 % случаев приходятся на страны с низким и средним уровнем дохода, а причиной 37 % из них являются ССЗ.
Люди в странах с низким и средним уровнем дохода нередко не могут пользоваться преимуществами программ по оказанию комплексной первичной медико-санитарной помощи для раннего выявления и лечения лиц с факторами риска, они имеют меньший доступ к эффективным медико-санитарным службам, отвечающим их потребностям. В результате многие люди умирают в более молодом возрасте от ССЗ и других неинфекционных заболеваний, часто в самые продуктивные годы жизни. Есть данные, что ССЗ и другие неинфекционные заболевания способствуют дальнейшему обнищанию семей из-за катастрофических расходов на медицинскую помощь с высокой долей расходов из собственных средств. На макроэкономическом уровне ССЗ накладывают тяжелое бремя на экономику стран с низким и средним уровнем дохода.

### Заболеваемость  в РФ по данным Ростелекома
|                                                          | Зарегистрировано заболеваний у пациентов - всего | Зарегистрировано заболеваний у пациентов - всего | Зарегистрировано заболеваний у пациентов - всего | Зарегистрировано заболеваний у пациентов - всего | в том числе с диагнозом, установленным впервые в жизни | в том числе с диагнозом, установленным впервые в жизни | в том числе с диагнозом, установленным впервые в жизни | в том числе с диагнозом, установленным впервые в жизни |
| 2010                                                     | 2015                                             | 2016                                             | 2017                                             | 2010                                             | 2015                                                   | 2016                                                   | 2017                                                   |                                                        |
|                                                          | Всего, тыс. человек                              |                                                  |                                                  |                                                  |                                                        |                                                        |                                                        |                                                        |
| Все болезни                                              | 226159,6                                         | 234331,7                                         | 237067,7                                         | 237494,3                                         | 111427,7                                               | 113926,9                                               | 115187,3                                               | 114382,2                                               |
| болезни системы кровообращения                           | 32435,8                                          | 34013,4                                          | 34640,9                                          | 35461,8                                          | 3734,1                                                 | 4563,0                                                 | 4648,6                                                 | 4706,5                                                 |
| болезни, характеризующиеся повышенным кровяным давлением | 11787,2                                          | 13948,9                                          | 14545,5                                          | -                                                | 870,7                                                  | 1315,1                                                 | 1399,4                                                 | -                                                      |
| ишемическая болезнь сердца                               | 7374,4                                           | 7576,5                                           | 7639,5                                           | 7763,7                                           | 707,5                                                  | 1074,3                                                 | 1028,6                                                 | 1077,3                                                 |
| стенокардия                                              | 3105,6                                           | 2811,3                                           | 2782,7                                           | -                                                | 246,6                                                  | 434,8                                                  | 392,1                                                  | -                                                      |
| острый инфаркт миокарда                                  | 155,3                                            | 159,7                                            | 159,0                                            | -                                                | 155,3                                                  | 159,7                                                  | 159,0                                                  | -                                                      |
| цереброваскулярные болезни                               | 7031,4                                           | 7114,8                                           | 7009,3                                           | 7078,2                                           | 854,0                                                  | 1064,6                                                 | 1116,2                                                 | 1112,4                                                 |

## Основные виды ССЗ

### Артериальная гипертония
Артериальная гипертония (АГ) – повышение артериального давления до 140/90 мм рт.ст. и выше. Первичная эссенциальная артериальная гипертония (она же – гипертоническая болезнь) не связана с наличием патологических процессов, при которых повышение давления обусловлено известными, устраняемыми в современных условиях причинами. Это самая распространенная сердечно-сосудистая патология. При симптоматических или вторичных АГ повышение артериального давления является следствием заболеваний сердца или сосудов, патологии эндокринной системы или других состояний[уточнить].

### Ишемическая болезнь сердца
- Ишемическая болезнь сердца (ИБС), в том числе, стабильная стенокардия, нестабильная стенокардия, инфаркт миокарда) – поражение миокарда, вызванное нарушением кровотока по коронарным артериям. Наиболее частой причиной ИБС является атеросклероз коронарных артерий на фоне дислипидемии. В России ИБС является самой частой причиной обращения взрослых в медицинские учреждения среди всех ССЗ[7].

Одной из наиболее опасных форм течения ИБС и одной из основных причин смерти является инфаркт миокарда (ИМ) – некроз (гибель) участка миокарда вследствие резкого ухудшения коронарного кровотока, в большинстве случаев сопровождаемый развитием характерной клинической картины, ЭКГ - изменениями и динамикой активности маркеров некроза миокарда в крови. ИМ классифицируют по различным критериям: размер, локализация, сроки от начала развития и проч.
Этапы ИМ:
1. развивающийся – от 0 до 6 часов.
2. острый – от 6 часов до 7 суток.
3. заживающий/рубцующийся – от 7 до 28 суток.
4. заживший – начиная с 29 суток[6].

3 и 4 типы ИМ являются следствием операционных вмешательств.

### Цереброваскулярные заболевания
Цереброваскулярные заболевания, или сосудистые заболевания головного мозга, – это группа заболеваний, которые проявляются поражением сосудов, кровоснабжающих головной мозг, что приводит к повреждению вещества головного мозга. Среди острых цереброваскулярных заболеваний наиболее опасен инсульт, который является второй по частоте причиной смертности и одной из главных причин инвалидизации в мире.
Различаются две формы инсульта:
- ишемический инсульт (инфаркт мозга) – клинический синдром, обусловленный острой фокальной церебральной ишемией, приводящей к инфаркту (зона ишемического некроза) головного мозга[10];

- геморрагический инсульт характеризуется выходом крови из полости сосудов головного мозга и патологическим её скоплением в субдуральном, субарахноидальном пространствах и/или паренхиме головного мозга, а также в ряде случаев в полостях желудочков головного мозга[11].

### Нарушения ритма и проводимости сердца
Нарушения ритма и проводимости сердца. Под этим термином объединяется целый ряд состояний, которые характеризуются изменениями в частоте, регулярности и источнике генерации электрических импульсов сердца, что является следствием нарушения процесса их возникновения и/или проведения. По определению рабочей группы экспертов ВОЗ, нарушения ритма сердца – это любые отклонения от нормального синусового ритма. Сердечные аритмии – широко распространенное клиническое явление, которое может быть вызвано практически любым видом сердечной патологии.

### Кардиомиопатии
Заболевания, связанные с первичным поражением миокарда (кардиомиопатии, болезни накопления).
На сегодняшний день нет общепринятого определения и разделяемой всеми классификации кардиомиопатии. По определению рабочей группы по заболеваниям миокарда и перикарда Европейского общества кардиологов (2008) кардиомиопатия – это заболевание миокарда, при котором имеются структурные и функциональные изменения сердечной мышцы в отсутствие ИБС, артериальной гипертонии, приобретенного и врожденного порока сердца, которые могли бы вызвать подобные изменения[уточнить].

### Врожденные и приобретенные пороки сердца

#### Врожденные пороки сердца
Вариантов врожденных пороков сердца (ВПС) описано более 150. Но до сих пор в литературе можно встретить сообщения о пороках, ранее не описанных. Некоторые ВПС встречаются часто, другие — значительно реже.
Все ВПС можно разделить на группы: пороки со сбросом крови слева-направо («бледные»); пороки со сбросом крови справа-налево («синие»); пороки с перекрестным сбросом; пороки с препятствием кровотоку; пороки клапанного аппарата; пороки коронарных артерий сердца; кардиомиопатии; врожденные нарушения ритма сердца.

#### Приобретенные пороки сердца
Чаще всего люди страдают приобретёнными пороками сердца двух видов:
- Митральные пороки сердца: митральный стеноз; митральная регургитация (недостаточность).
- Аортальные пороки сердца: аортальный стеноз (самый часто встречающийся приобретенный порок сердца у взрослых); аортальная недостаточность.

### Сердечная недостаточность
По определению, данному в последних рекомендациях Европейского общества кардиологов, сердечная недостаточность (СН) — это нарушение структуры и функции сердца, приводящее к неспособности сердца доставлять кислород со скоростью, сопоставимой с метаболическими потребностями тканей, несмотря на нормальное давление наполнения (или только за счет увеличения давления наполнения).
Выделяют две основных формы СН: 
Хроническая сердечная недостаточность (ХСН) представляет собой заболевание с комплексом характерных симптомов (одышка, утомляемость и снижение физической активности, отеки и др.), которые связаны с неадекватной перфузией органов и тканей в покое или при нагрузке и часто с задержкой жидкости в организме. Первопричиной является ухудшение способности сердца к наполнению или опорожнению, обусловленное повреждением миокарда, а также дисбалансом вазоконстрикторных и вазодилатирующих нейрогуморальных систем[уточнить].
Острая сердечная недостаточность – это многофакторный и гетерогенный по клинической симптоматике, патофизиологии, прогнозу и терапевтической стратегии синдром, который характеризуется быстрым возникновением симптомов, характерных для нарушенной систолической и/или диастолической функции сердца. Это угрожающее жизни состояние, требующее неотложного лечения. 

### Инфекционный эндокардит
Инфекционный эндокардит – это заболевание сердца, обусловленное воспалительными изменениями его внутренней оболочки с возникновением в зоне поражения вегетаций и весьма характерными клиническими проявлениями, представляющими собой комбинацию расстройств кровообращения с признаками генерализованной инфекции.

### Миокардиты
Миокардиты – это совокупность клинических и морфологических изменений тканей сердца (кардиомиоциты, клетки проводящей системы, соединительнотканной структуры и т.д.) в случаях, когда доказано или обоснованно предполагается наличие воспалительных изменений миокарда инфекционной или аутоиммунной природы. ВОЗ и Международное общество кардиологов (ISFC) определили миокардит как воспалительное заболевание мышцы сердца, диагностированное по гистологическим, иммунологическим или иммуногистохимическим критериям. Воспалительный процесс может быть острым или хроническим и является следствием воздействия различных этиологических факторов, поражающих миокард непосредственно и/или опосредованно через аллергические иммунные механизмы.

### Перикардиты
Перикардиты – воспаление серозных оболочек околосердечной сумки, характеризующееся появлением экссудата в ее полости с возможностью образования сращений и рубцового перерождения оболочек.

### Опухоли сердца
Опухоли сердца могут быть доброкачественными (порядка 70 % всех опухолей) и злокачественными (порядка 30 %).

### Травма сердца
Травма сердца – повреждение сердца в результате проникающего или непроникающего механического воздействия.

### Болезни аорты
Аневризма аорты – расширение просвета аорты в полтора раза и более, возникающее вследствие различных патологических механизмов, приводящих к снижению прочности и эластичности сосудистой стенки. 

### Болезни периферических сосудов
Заболевания периферических артерий – это синдромы, связанные с поражением экстракраниальных, висцеральных и почечных артерий, брюшной аорты и артерий конечностей. 
Наиболее важными с точки зрения распространенности являются атеросклероз и сосудистые осложнения сахарного диабета. Вместе с тем существует обширный перечень других нозологий, обусловленных патологией сосудов. Так, заболевания, вызванные дегенеративным поражением артериального русла, (синдром Марфана, Элерса-Данлоса, опухоль Эрдгейма, нейрофиброматоз) могут стать причиной образования аневризм и расслоений. Фибромышечная дисплазия часто приводит к поражению почечных, сонных и подвздошных артерий. 
Множественное поражение сосудов отмечается при системных васкулитах и заболеваниях соединительной ткани:
- крупные сосуды (аорта и ее ветви) – гигантоклеточный артериит (болезнь Хортона), болезнь Такаясу, синдром Бехчета; васкулиты, сопровождающие артропатии;
- артерии среднего диаметра – узелковый периартериит, гигантоклеточный артериит (болезнь Хортона), гранулёматоз Вегенера, синдром Черга-Страуса, болезнь Кавасаки, поражения сосудов, обусловленные воздействием радиации;
- мелкие сосуды (артериолы и капилляры) – системная склеродермия, системная красная волчанка, ревматоидный артрит[15][уточнить].

Отдельно можно выделить Болезнь Бюргера (облитерирующий тромбоангиит), которая характеризуется острым воспалением, тромбозом артерий и вен, как верхних, так и нижних конечностей.
Существует также несколько групп заболеваний, обусловленных образованием и «перемещением» тромбов по  артериальному руслу (например, периферическая тромбоэмболия из левых отделов сердца у пациентов с фибрилляцией предсердий).
К «вазоспастическим болезням», в основе которых лежит вазоконстрикция сосудов мышечного типа, относятся мигрень, болезнь и синдром Рейно.

### Легочная гипертензия
Легочная гипертензия – группа заболеваний, характеризующихся прогрессирующим повышением легочного сосудистого сопротивления, которое приводит к развитию правожелудочковой недостаточности и преждевременной гибели человека.

### Венозные тромбоэмболические осложнения
Венозные тромбоэмболические осложнения — собирательное понятие, объединяющее тромбоз подкожных, глубоких вен, а также легочную тромбоэмболию.

## Симптомы острых осложнений ССЗ, угрожающих жизни
Симптомы инфаркта миокарда
Основное проявление инфаркта миокарда - жгучие, давящие, сжимающие боли за грудиной, в левой половине грудной клетки, в руках (чаще левой), левом плече, челюсти или спине (чаще – под левой лопаткой), иногда – в верхних отделах живота. Чаще эти ощущения очень выраженные, реже ощущаются как дискомфорт. Боли не зависят от положения тела, дыхательных движений, не усиливаются при пальпации грудной клетки. Чаще боли длятся более 20 минут, не купируются после прекращения физической нагрузки и приема нитроглицерина.
Сердечный приступ могут сопровождать следующие симптомы:
- затруднение дыхания, ощущение нехватки воздуха, кашель;
- тошнота, рвота;
- чувство головокружения;
- слабость, потеря сознания;
- холодный пот, бледность, дрожь[4];
- сердцебиение, перебои в работе сердца;
- эмоциональное возбуждение, страх.

Около 25% инфарктов миокарда протекают без каких-либо симптомов.
Симптомы инсульта:
- внезапная слабость в руке и/или ноге с одной стороны;
- внезапное онемение половины лица, конечностей с одной стороны;
- асимметрия лица;
- внезапное нарушение речи;
- спутанность или потеря сознания;
- внезапное нарушение зрения на один или оба глаза;
- внезапная сильная головная боль, возникшая по неизвестной причине[16].

## Факторы риска ССЗ
Основной причиной развития ишемических заболеваний сердечно-сосудистой системы является атеросклероз. Согласно определению ВОЗ, атеросклероз – это вариабельная комбинация изменений внутренней оболочки (интимы) артерий, включающая накопление липидов, сложных углеводов, фиброзной ткани, компонентов крови, кальцификацию и сопутствующие изменения средней оболочки (медии). В течение длительного времени атеросклероз может протекать бессимптомно, лишь со временем приводя к появлению стенокардии, хронической цереброваскулярной недостаточности, перемежающейся хромоте или же к непосредственной манифестации в виде инфаркта миокарда, ишемического инсультом, внезапной смерти.
Ключевыми факторами риска атеросклероза являются:[уточнить].
| Возраст | Мужчины > 40 лет, женщины > 50 лет или с ранней менопаузой |
| Курение | Даже при курении небольшого количества сигарет |
| Артериальная гипертония | АД ≥ 140/90 мм рт.ст. или постоянный прием антигипертензивных препаратов |
| Сахарный диабет 2 типа | Глюкоза натощак > 6,1 ммоль/л (110 мг/дл) |
| Раннее начало ИБС у ближайших родственников (отягощенная наследственность) | Инфаркт миокарда или нестабильная стенокардия у мужчин в возрасте < 55 лет, у женщин < 65 лет |
| Семейная гиперлипидемия по данным анамнеза | IIа, IIb и III типы гиперлипидемии |
| Абдоминальное ожирение | Объем талии: у мужчин > 94 см, у женщин > 80 см, или индекс массы тела ≥ 30 кг/м2 |
| Хроническое заболевание почек Риск развития ИБС в 2-4 раза выше при снижении СКФ < 60 мл/мин./1,73 м2; в 4-10 раз при СКФ 15–29 мл/мин./1,73 м2; в 10-50 раз- при СКФ < 15 мл/мин./1,73 м2 или при применении гемодиализа. | ХПН со снижением СКФ < 60 мл/мин. или гломерулонефрит,тубулоинтерстициальный нефрит,пиелонефрит, структурная патология почек (Пациентов с СКФ ≥ 60 мл/мин./1,73 м2 следует рассматривать как здоровых при отсутствии следующих заболеваний почек: персистирующая протеинурия или гематурия (или обе), микроальбуминурия у пациентов с диабетом, структурные заболевания почек, такие как поликистозная болезнь почек у взрослых или рефлюксная нефропатия). |

По данным ВОЗ серьезным предотвратимым фактором риска возникновения ССЗ является и употребление алкоголя30.

## Стратегии профилактики ССЗ
Существует две основные стратегии профилактики ССЗ: мероприятия в масштабах всего населения (популяционная стратегия) и индивидуальные меры (т.н. стратегия «высокого риска»). Оба типа мероприятий высокоэффективны и практически осуществимы даже в условиях низкой обеспеченности ресурсами[уточнить]. 

### Популяционная стратегия
Примерами мер, которые могут осуществляться для снижения ССЗ на общенациональном уровне, являются:
- всесторонняя политика борьбы против курения табака;
- налогообложение с целью снижения потребления продуктов с высоким содержанием жиров, сахара и соли;
- строительство пешеходных и велосипедных дорожек для повышения уровня физической активности населения;
- стратегии, направленные на снижение злоупотребления алкоголем;
- обеспечение правильного питания детей в школах;
- просветительская деятельность, популяризующая здоровый образ жизни.

Доказано, что прекращение курения, уменьшение потребления соли, здоровое питание, регулярная физическая активность и отсутствие злоупотребления алкоголем снижают риск развития сердечно-сосудистых заболеваний. 

### Стратегия высокого риска
Стратегия высокого риска фокусируется на максимально раннем выявлении среди населения лиц с высокими показателями риска сердечно-сосудистых заболеваний и проведении у них активных профилактических мероприятий для минимизации этих факторов риска. Выявление категорий лиц с высоким риском ССЗ проводится, прежде всего, в рамках диспансеризации. В качестве профилактических мероприятий проводится коррекция тех факторов риска, которые можно модифицировать; в некоторых случаях назначаются лекарственные препараты.

## Профилактика ССЗ
Выделяют первичную и вторичную профилактику ССЗ. 
Первичная профилактика – предотвращение развития заболевания, вторичная профилактика – предотвращение осложнений сердечно-сосудистых заболеваний (например, повторных инфарктов миокарда или инсульта). 
Вторичная профилактика ССЗ – это комплекс мер по предупреждению осложнений и смертельных случаев ССЗ, включая наиболее полную коррекцию факторов риска и лечение пациентов, уже имеющих ССЗ. Профилактические мероприятия у данной категории лиц должны проводиться наиболее агрессивно.
Вторичная профилактика ССЗ осуществляется на двух этапах:
1. в рамках диспансерного наблюдения за больными ССЗ врачами-кардиологами и врачами участковой службы в организациях первичной медико-санитарной помощи;
2. путем оказания специализированной, в том числе высокотехнологичной, медицинской помощи, проведения медицинской реабилитации и санаторно-курортного лечения.

Всем пациентам с ССЗ для достижения безрецидивного течения и профилактики осложнений должны быть проведены:
- своевременная консультация врача-специалиста,
- обследование на наличие показаний к специализированному лечению,
- специализированное, в том числе высокотехнологичное лечение при наличии показаний к его проведению,
- профилактическое консультирование и коррекция устранимых факторов риска в стационаре в процессе (до или сразу после) специализированного (высокотехнологичного) вмешательства с участием врача, осуществляющего это вмешательство для повышения мотивации пациента к коррекции выявленных факторов риска и ведению здорового образа жизни,
- медицинская реабилитация.

### Организация профилактики ССЗ в РФ
К настоящему времени в России создана инфраструктура региональной системы формирования здорового образа жизни населения и профилактики неинфекционных заболеваний (НИЗ). Центральными элементами этой системы в субъектах страны, осуществляющими координирующую роль, являются центры медицинской профилактики. На сегодняшний день они работают в большинстве субъектов РФ. Вторым структурным элементом системы профилактики являются центры здоровья, общее число которых к концу 2015 года составило 724. С момента создания в 2009 году центры здоровья взяли на себя значительную долю профилактической работы, причем как в сфере популяционной профилактики НИЗ и формирования здорового образа жизни, так и в сфере индивидуальной профилактики, направленной на оценку у граждан функциональных резервов организма, факторов риска НИЗ и оказание им профилактической помощи по коррекции факторов риска. Ежегодно центры здоровья посещают около 5 млн. граждан России, включая более 1,5 млн. детей и подростков. С 2013 года в поликлиниках и врачебных амбулаториях России повсеместно создаются отделения (кабинеты) медицинской профилактики, число которых к 2016 году составило более 4000. Им принадлежит ведущая роль в проведении масштабной профилактической программы – диспансеризации, введенной в 2013 году.
В 2017 году профилактические осмотры и диспансеризацию прошли более 48,5 млн человек, что в 1,5 раза больше, чем в 2013 г. К 2021 г. планируется охватить этой программой более 80 млн человек, а в 2024 г. –свыше 100 млн человек[уточнить].
Впервые в нашей[какой?] стране при внедрении диспансеризации нормативно закреплена необходимость диспансерного наблюдения пациентов без клинических проявлений ССЗ, но имеющих высокий и очень высокий сердечно-сосудистый риск.
В 2015 году Минздрав РФ издал Приказ от 30.09.2015 года № 683н «Порядок организации и осуществления профилактики НИЗ и проведения мероприятий по формированию здорового образа жизни в медицинских организациях», который устанавливает правила организации и осуществления профилактики НИЗ на популяционном, индивидуальном и групповом уровнях, определяет комплекс мероприятий по предупреждению и раннему выявлению НИЗ, факторов риска их развития, а также диспансерного наблюдения за гражданами, имеющими НИЗ или высокий риск из развития.
2015 год был объявлен Президентом годом борьбы с сердечно-сосудистыми заболеваниями. За этот год в России было проведено множество мероприятий, имеющих целью информирование граждан нашей[какой?] страны о ССЗ, факторах риска и мотивирование людей больше заботиться о своем здоровье.
В 2010 году была утверждена национальная антитабачная концепция, которая устанавливала основные направления борьбы с  потреблением табака в России: повышение цен и акцизов на табак, изменение налоговой политики, полный или частичный запрет курения в  общественных местах, просвещение населения, ограничение рекламы, стандартизация требований к качеству сигарет со  снижением допустимого количества вредных веществ.
Настоящий период развития здравоохранения Российской Федерации характеризуется тем, что он происходит на фоне увеличения средней ожидаемой продолжительности жизни при рождении. До сих пор не было определения точки приложения профилактики декомпенсации или развития осложнений кардиоваскулярной патологии с позиций индивидуальной жизнеспособности человека, что позволит человеку любого возраста сохранить независимость, автономию, возможность самореализации и человеческое достоинство.

## Лечение ССЗ
В России основная база медицинской инфраструктуры по сердечно-сосудистому профилю была выстроена в рамках «сосудистой программы», которая стартовала в 2008 году в составе национального проекта «Здоровье» и предусматривала:
- создание двух уровней системы медпомощи при сердечно-сосудистых заболеваниях и катастрофах: первичных сосудистых отделений и региональных сосудистых центров, которые расположены таким образом, чтобы время доставки пациента из любой точки населенного пункта в течение так называемого «золотого часа» не превышало 30 – 40 минут;
- организацию эффективной маршрутизации больных;
- оснащение машин скорой помощи технологией ГЛОНАСС, что позволило в дистанционном режиме передавать информацию;
- внедрение современных методов лечения и реабилитации, использование телемедицины;
- подготовку квалифицированных кадров.

На сегодняшний день в России работают более 600 специализированных сосудистых центров. В ближайшее время планируется их модернизация. 
Автором «сосудистой программы» является нынешний министр здравоохранения РФ В.И. Скворцова. 

### Клинические рекомендации и нормативы
По поручению Минздрава РФ экспертным сообществом кардиологов были подготовлены клинические рекомендации по лечению различных видов ССЗ. Рекомендации по ведению пациентов с теми или иными ССЗ разработаны также национальными врачебными ассоциациями, в первую очередь – Российским кардиологическим обществом
Маршрутизация помощи при ССЗ
Маршрутизация первичной медико-санитарной помощи
Первичная медико-санитарная помощь предусматривает мероприятия по профилактике, диагностике и лечению сердечно-сосудистых заболеваний и состояний, медицинской реабилитации, формированию здорового образа жизни. 
Первичная медико-санитарная помощь оказывается в плановой и неотложной формах и предусматривает:
- Первичную доврачебную медико-санитарную помощь:

- оказывается медработниками со средним образованием;
- оказывается в амбулаторных условиях.

- Первичную врачебную медико-санитарную помощь:

- оказывается врачами-терапевтами участковыми, врачами общей практики (семейными врачами), врачами-терапевтами участковыми цехового врачебного участка по территориально-участковому принципу;
- оказывается амбулаторно и в дневном стационаре.

- Первичную специализированную медико-санитарную помощь:

- оказывается врачами-кардиологами, врачами сердечно-сосудистыми хирургами, врачами по рентгенэндоваскулярным диагностике и лечению;
- оказывается в кардиологическом кабинете (при отсутствии показаний к стационару и по направлению врача-терапевта участкового, врача общей практики (семейный врач), врача-участкового цехового врачебного участка;
- оказывается врачами кардиологами не только по направлению специалистов общего профиля , но и по самостоятельному обращению больного за помощью, а также при дистанционном консультировании больных с использованием информационных технологий (телемедицина).

Для оказания первичной медико-санитарной помощи при обострении хронических сердечно-сосудистых заболеваний, не опасных для жизни больного и не требующих экстренной медицинской помощи, в структуре медицинских организаций организуется отделение (кабинет) неотложной медицинской помощи. 
Специализированная медицинская помощь
При невозможности оказания медицинской помощи в рамках первичной медико-санитарной помощи и наличии медицинских показаний больной по решению врачебной комиссии на первичном уровне направляется в медицинскую организацию, оказывающую специализированную, в том числе высокотехнологичную, медицинскую помощь по профилю "кардиология" или "сердечно-сосудистая хирургия". В рамках этих видов помощи используются специальные методы и сложные медицинские технологии.
В случае отсутствия медицинских показаний к специализированной медицинской помощи, больной направляется под наблюдение врача-кардиолога или терапевта (врача общей практики) в амбулаторных условиях или в условиях дневного стационара в соответствии с рекомендациями по лечению.

### Маршрутизация скорой медицинской помощи при ССЗ
Скорая, в том числе скорая специализированная, медицинская помощь оказывается при экстренных и неотложных состояниях сердечно-сосудистых заболеваний вне медицинской организации, а также в амбулаторных и стационарных условиях медицинской организации. 
Скорая, в том числе скорая специализированная, медицинская помощь больным, требующим срочного медицинского вмешательства, вне медицинской организации оказывается фельдшерскими выездными бригадами скорой медицинской помощи, врачебными выездными бригадами скорой медицинской помощи, специализированными выездными бригадами скорой медицинской помощи.
Скорая медицинская помощь больным при остром коронарном синдроме (нестабильная стенокардия, инфаркт миокарда) и других угрожающих жизни состояниях оказывается фельдшерами и врачами бригад скорой медицинской помощи, которые обеспечивают проведение мероприятий по устранению угрожающих жизни состояний, в том числе с проведением при наличии медицинских показаний тромболизиса.
Больной доставляется в максимально короткие сроки в сосудистый центр или другую ближайшую медицинскую организацию, имеющую в своей структуре отделение рентгенохирургических методов диагностики и лечения, отделение анестезиологии-реанимации и оказывающую специализированную медицинскую помощь больным с неотложными и экстренными сердечно-сосудистыми заболеваниями (острый коронарный синдром и другие угрожающие жизни состояния).
При отсутствии на ближайшем расстоянии медицинской организации, оказывающей специализированную медицинскую помощь больным с неотложными и экстренными заболеваниями, больной транспортируется в ближайшую медицинскую организацию, имеющую в своей структуре кардиологическое отделение с палатами реанимации и интенсивной терапии, в штатную численность которого, входят врачи-кардиологи или врачи-анестезиологи-реаниматологи.
После стабилизации состояния больного и при наличии медицинских показаний больной переводится в медицинскую организацию, оказывающую специализированную медицинскую помощь, имеющую в своей структуре отделение рентгенохирургических методов диагностики и лечения, отделение анестезиологии-реанимации, кардиологическое отделение с палатой реанимации и интенсивной терапии.

### Телемедицина
Современный уровень технического развития позволяет разрабатывать и создавать удобные в повседневном применении устройства с возможностью длительной непрерывной работы, а также динамического мониторирования жизненно важных функций организма в удаленном режиме. Такие проекты реализуются в мире в рамках концепции телемедицины. Среди огромного количества применений особое значение имеет ЭКГ-мониторирование, как первоочередной и наиболее информативный способ диагностики многих патологий.
Медицинское сообщество проявило огромный интерес к датчикам бесконтактного типа в связи с широкими возможностями измерения физиологических показателей на поверхности человеческого тела. Подобные датчики могут иметь различные принципы работы: магниторезистивные, оптоэлектронные, радиолокационные и др. Например, одна из технологий – выявление изменений в электрическом поле – дает возможность решать широкий круг задач – от простого кардиомониторирования до более сложных клинико-диагностических исследований.
Одной из главных мировых тенденций в развитии дистанционных систем мониторирования является применение электрокардиографических датчиков длительного использования, встроенных в тканевую основу с электронными средствами предварительной обработки ЭК-сигналов и передачи их по беспроводному каналу связи на сервер в медицинское учреждение. Данное направление получило название «умная одежда».
В 2010-е годы появилось новое направление — мобильный интерфейс мониторинга здоровья на основе интеграции миниатюрных датчиков в мобильные средства связи (коммуникаторы, смартфоны). Спектр медицинских применений расширился настолько, что посредством анализа данных, полученных с помощью встроенных сенсоров в мобильные системы и программных средств обработки сигналов и изображений, стала возможной дистанционная оценка физиологического состояния многих жизненно важных функций без непосредственного контакта с пациентом.

## Борьба с ССЗ в России
В мае 2018 года Президент РФ Владимир Путин подписал первый после инаугурации указ о национальных целях и стратегических задачах развития России до 2024 года. Большой блок задач посвящен проблемам медицины. Продолжительность жизни россиян к 2024 году должна вырасти до 78 лет, а к 2030 – до 80 лет. Также в ближайшие шесть лет должна увеличиться продолжительность здоровой жизни – до 67 лет, а коэффициент рождаемости вырасти до 1,7.
Кроме этого, должны быть снижены показатели смертности – до 350 случаев на 100 тысяч человек. Например, в онкологии этот показатель должен быть уменьшен до 185 случаев на 100 тыс, для сердечно-сосудистых заболеваний – до 450 случаев на 100 тыс населения. 
Снижение смертности от сердечно-сосудистых заболеваний в РФ планируется достигнуть за счет следующих мероприятий:
- разработка региональных программ борьбы с сердечно-сосудистыми заболеваниями;
- популяционная профилактика развития сердечно-сосудистых заболеваний и их осложнений у пациентов высокого риска;
- обеспечение качества оказания медицинской помощи в соответствии с клиническими рекомендациями и протоколами лечения больных с сердечно-сосудистыми заболеваниями;
- переоснащение сети региональных сосудистых центров, в том числе оборудованием для ранней медицинской реабилитации;
- дооснащение первичных сосудистых отделений оборудованием для проведения рентген-эндоваскулярных методов лечения;
- кадровое обеспечение системы оказания помощи больным сердечно-сосудистыми заболеваниям.

## Интернет-ресурсы для пациентов, посвященные профилактике ССЗ и здоровому образу жизни
- Национальное медицинское общество профилактической кардиологии
- Национальный медицинский исследовательский центр профилактической медицины Архивная копия от 30 марта 2019 на Wayback Machine
- Национальное общество по атеротромбозу (раздел для пациентов)
- Российское медицинское общество по артериальной гипертонии (раздел для пациентов)
- Практические сведения о сердечной недостаточности для пациентов, их семей и ухаживающего персонала
- Российское общество кардиосоматической реабилитации и вторичной профилактики
- Американская Ассоциация сердца (American Heart Association), раздел для пациентов
- American Stroke Association (Американская Ассоциация специалистов в области инсульта), раздел для пациентов

## Российские профессиональные врачебные ассоциации, работающие в сфере профилактики и лечения ССЗ
- Всероссийское научное общество кардиологов
- Национальное медицинское общество профилактической кардиологии
- Общество специалистов по сердечной недостаточности
- Национальное общество по атеротромбозу
- Артигипертензивная лига
- Российское медицинское общество по артериальной гипертонии
- Национальное общество по изучению атеросклероза
- Национальная ассоциация по борьбе с инсультом